# Acel van Ommen
María Cecilia B. (28 de agosto de 1976), conocida artíticamente como Acel van Ommen también como Acel Bisa (su apellido de soltera), es una cantante y compositora filipina. Ella es la más popular de la ejecución de la canción "Torete" con su exbanda Moonstar 88, como artista en solitario, ella también se ha convertido en una famosa por cantar canciones en su versión en inglés como de One Love, el tema de la exitosa ficción de la televisión coreana Vals de primavera. En 2008 lanzó su primer álbum como solista titulado Forro Plata. Una pista de diez álbumes con canciones reír y llorar, Pakiusap, Sa Ngalan Ng Pag-Ibig, Forro y plata, entre otros. Acel también se ha contribuido a sus composiciones originales de bandas sonoras de Filipinas como en la Prime Time de televisión Mi Chica (por su canción Gulo, Hilo, Lito) y Rounin (por su canción Ngalan Sa Pag-Ng Ibig). También ha interpretado su canción "Yo creo" en la más reciente álbum titulado capturadas icono del pop perteneciente al cantante Christian Bautista. En 2004 se casó con su viejo amigo Danny van Ommen. Después de cuatro años de matrimonio, se convirtió en una madre a su hijo Nikolai Tashi, en julio de 2008. 

## Discografía
Discografía 
- 2008 - Plata Forro por ACEL van Ommen (su álbum debut como solista, artista)
- 2008 - Mi Chica OST (por su canción Gulo, Hilo, Lito con varios artistas entre ellos Sam Milby, Richard Poon y Yeng Constantino)
- 2007 - Rounin OST (con varios artistas entre ellos el Bambú y el Kitchie Nadal)
- 2002 - Prensa Jugar por Moonstar 88
- 2001 - Palomitas de maíz por Moonstar 88
- 1998 - Lily huérfano (auto-titulado álbum de su anterior banda huérfano Lily)